# 多姓
多姓，一個中文姓氏，分佈較廣，人數較少。

## 來源
- 1、中國商代有人名為多父鼎，此後始有多姓。
- 2、漢朝时无锡侯驺多郡之子，以其父名中的“多”字为姓。
- 3、复姓多于氏、多啦氏，有改多姓。

## 外部連結
[在维基数据编辑]
 《欽定古今圖書集成·明倫彙編·氏族典·多姓部》，出自陈梦雷《古今圖書集成》